# Sanremo-Festival 1968
Die 18. Ausgabe des Festival della Canzone Italiana di Sanremo fand 1968 vom 1. bis zum 3. Februar im städtischen Kasino in Sanremo statt und wurde von Pippo Baudo und Luisa Rivelli moderiert.

## Ablauf

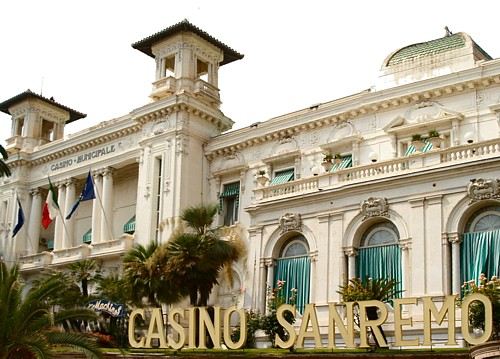
Das städtische Kasino, Veranstaltungsort des Sanremo-Festivals

Die Organisation des Festivals übernahm auch 1968 Gianni Ravera und nach fünf Jahren mit Mike Bongiorno gab Pippo Baudo sein Debüt als Sanremo-Moderator. Während von offizieller Seite alles getan wurde, die Erinnerung an Luigi Tencos Suizid während der letzten Ausgabe zu verdrängen, gab es als Reaktion darauf eine anonyme Bombendrohung, um den Tod Tencos zu rächen. Es blieb allerdings bei der Drohung. Im Vorfeld wählte eine Jury, in der u. a. Renzo Arbore vertreten war, 24 Lieder für den Wettbewerb aus. Obwohl Don Backy zwei Lieder im Wettbewerb hatte, durfte er aufgrund der Intervention von Adriano Celentano, in dessen Verlag die Lieder erschienen waren, keines davon selbst interpretieren; Celentano und Backy hatten sich zuvor zerstritten. Domenico Modugno hingegen wurde letztlich Tony Renis zugeteilt, nachdem die Jury seinen eigenen Beitrag Meraviglioso abgelehnt hatte, unter anderem, weil der Text mit Suizidgedanken spielte, was zu sehr an Tenco erinnert hätte.
Die bewährten Stars dieses Festivals waren, neben Celentano, Renis und Modugno, Milva, Little Tony, Ornella Vanoni, Iva Zanicchi, Gigliola Cinquetti, Johnny Dorelli, Pino Donaggio und Sergio Endrigo. Das internationale Teilnehmerfeld bestand 1968 u. a. aus dem Brasilianer Roberto Carlos, der amerikanischen Jazz-Legende Louis Armstrong, dem Soul-Musiker Wilson Pickett, der Britin Shirley Bassey, sowie Paul Anka und Dionne Warwick. Auch Udo Jürgens war (zum zweiten Mal nach 1965) vertreten. Als Siegerin des Festivals von Castrocaro debütierte Giusy Romeo, die später als Giuni Russo bekannt wurde. Ein wichtiges Debüt war auch das von Al Bano, der bereits einen Nummer-eins-Hit vorzuweisen hatte. Auch Massimo Ranieri debütierte in diesem Jahr.
Am ersten Abend waren Marisa Sannia und Ornella Vanoni mit Casa bianca sowie Wilma Goich und Dino mit Gli occhi miei erfolgreich. Der zweite Abend stand ganz im Zeichen von Louis Armstrong: Nach seiner Performance von Mi va di cantare begann er, statt die Bühne zu verlassen, mit einem weiteren Lied. Der Auftritt musste daraufhin von Moderator Pippo Baudo abgebrochen werden. Die Hits des Abends waren Canzone per te von Sergio Endrigo und Roberto Carlos, Canzone von Celentano und Milva, La tramontana von Gianni Pettenati und Antoine sowie Quando m’innamoro von Anna Identici und The Sandpipers.
Im Finale sorgte Celentano für Aufsehen, als er dem Techniker, der ihm den Mikrofonständer einstellte, ein Trinkgeld gab, und sich auf der Bühne eine Zigarre anzündete. Vor der Ergebnisverkündung legte Louis Armstrong mit Lionel Hampton außerdem eine Jamsession ein. Der Sieg ging schließlich an Canzone per te, vor Casa bianca und Canzone.

## Teilnehmende Beiträge
| Platzierung | Interpret                           | Lied                          | Autoren                                                             |
| ----------- | ----------------------------------- | ----------------------------- | ------------------------------------------------------------------- |
| 1           | Sergio Endrigo / Roberto Carlos     | Canzone per te                | Sergio Endrigo, Sergio Bardotti                                     |
| 2           | Marisa Sannia / Ornella Vanoni      | Casa bianca                   | Don Backy, Eligio La Valle                                          |
| 3           | Adriano Celentano / Milva           | Canzone                       | Don Backy, Detto Mariano                                            |
| 4           | Fausto Leali / Wilson Pickett       | Deborah                       | Vito Pallavicini, Paolo Conte, Pino Massara                         |
| 5           | Antoine / Gianni Pettenati          | La tramontana                 | Daniele Pace, Mario Panzeri                                         |
| 6           | Anna Identici / The Sandpipers      | Quando m’innamoro             | Mario Panzeri, Daniele Pace, Roberto Livraghi                       |
| 7           | Massimo Ranieri / I Giganti         | Da bambino                    | Riccardo Pradella, Renato Angiolini                                 |
| 8           | Gigliola Cinquetti / Giuliana Valci | Sera                          | Roberto Vecchioni, Andrea Lo Vecchio                                |
| 9           | Al Bano / Bobbie Gentry             | La siepe                      | Vito Pallavicini, Pino Massara                                      |
| 10          | Little Tony / Mario Guarnera        | Un uomo piange solo per amore | Petaluma, Mario Vicari, Marcello Marrocchi                          |
| 11          | Dino / Wilma Goich                  | Gli occhi miei                | Mogol, Carlo Donida                                                 |
| 12          | Annarita Spinaci / Yoko Kishi       | Stanotte sentirai una canzone | Tato Queirolo, Franco Bracardi                                      |
| 13          | Lara Saint Paul / Louis Armstrong   | Mi va di cantare              | Vincenzo Buonassisi, Giorgio Bertero, Marino Marini, Aldo Valleroni |
| 14          | Tony Del Monaco / Dionne Warwick    | La voce del silenzio          | Paolo Limiti, Mogol, Elio Isola                                     |
|             | Peppino Gagliardi / Eartha Kitt     | Che vale per me               | Marisa Terzi, Carlo Alberto Rossi                                   |
|             | Johnny Dorelli / Paul Anka          | La farfalla impazzita         | Mogol, Lucio Battisti                                               |
|             | Giusy Romeo / Sacha Distel          | No amore                      | Vito Pallavicini, Paolo Conte, Mansueto Deponti, Enrico Intra       |
|             | The Rokes / The Cowsills            | Le opere di Bartolomeo        | Sergio Bardotti, Ruggero Cini                                       |
|             | Iva Zanicchi / Udo Jürgens          | Per vivere                    | Nisa, Umberto Bindi                                                 |
|             | Domenico Modugno / Tony Renis       | Il posto mio                  | Alberto Testa, Tony Renis                                           |
|             | Nino Ferrer / Pilade                | Il re d’Inghilterra           | Nino Ferrer                                                         |
|             | Pino Donaggio / Timi Yuro           | Le solite cose                | Vito Pallavicini, Pino Donaggio                                     |
|             | Orietta Berti / Piergiorgio Farina  | Tu che non sorridi mai        | Marisa Terzi, Sauro Sili                                            |
|             | Elio Gandolfi / Shirley Bassey      | La vita                       | Antonio Amurri, Bruno Canfora                                       |

## Erfolge
Elf der 14 Finalbeiträge gelang der Einstieg in die Top 20 der Singlecharts, vier davon in beiden Versionen. Canzone stieg sowohl in der Version von Celentano als auch in der von Autor Don Backy ein, deren Präsentation beim Festival Celentano verhindert hatte. Den größten Hit landete Antoine mit La tramontana. Einziger Nicht-Finalist in den Charts waren die Rokes mit Le opere di Bartolomeo.
Sieger Sergio Endrigo vertrat mit dem neuen Lied Marianne Italien beim Eurovision Song Contest 1968 in London, wo er Platz 10 von 17 erreichte.

| Jahr | Titel                         | Höchstplatzierung, Gesamtwochen, AuszeichnungChartsChartplatzierungen (Jahr, Titel, Platzierungen, Wochen, Auszeichnungen, Anmerkungen) | Anmerkungen                           |
| Jahr | Titel                         | IT | Anmerkungen                           |
| ---- | ----------------------------- | --- | ------------------------------------- |
| 1968 | La tramontana                 | IT1 (15 Wo.)IT | Version von Antoine Platz 5           |
| 1968 | Canzone                       | IT2 (13 Wo.)IT | Version von Don Backy (Autor) Platz 3 |
| 1968 | Casa bianca                   | IT2 (12 Wo.)IT | Version von Marisa Sannia Platz 2     |
| 1968 | Canzone per te                | IT2 (11 Wo.)IT | Version von Sergio Endrigo Platz 1    |
| 1968 | Canzone                       | IT3 (12 Wo.)IT | Version von Adriano Celentano Platz 3 |
| 1968 | Deborah                       | IT3 (11 Wo.)IT | Version von Wilson Pickett Platz 4    |
| 1968 | Canzone per te                | IT5 (9 Wo.)IT | Version von Roberto Carlos Platz 1    |
| 1968 | Casa bianca                   | IT5 (8 Wo.)IT | Version von Ornella Vanoni Platz 2    |
| 1968 | Mi va di cantare              | IT7 (8 Wo.)IT | Version von Louis Armstrong Platz 13  |
| 1968 | Un uomo piange solo per amore | IT7 (13 Wo.)IT | Version von Little Tony Platz 10      |
| 1968 | Quando m’innamoro             | IT8 (9 Wo.)IT | Version von Anna Identici Platz 6     |
| 1968 | Gli occhi miei                | IT10 (7 Wo.)IT | Version von Dino Platz 11             |
| 1968 | Da bambino                    | IT10 (6 Wo.)IT | Version von I Giganti Platz 7         |
| 1968 | La siepe                      | IT12 (8 Wo.)IT | Version von Al Bano Platz 9           |
| 1968 | Quando m’innamoro             | IT13 (4 Wo.)IT | Version von The Sandpipers Platz 6    |
| 1968 | Le opere di Bartolomeo        | IT15 (2 Wo.)IT | Version von The Rokes                 |
| 1968 | La tramontana                 | IT20 (1 Wo.)IT | Version von Gianni Pettenati Platz 5  |

## Belege
1. ↑  Meraviglioso. In: HitParadeItalia. Abgerufen am 5. November 2016 (italienisch).
2. ↑  M&D-Chartarchiv. Musica e dischi, abgerufen am 4. November 2016 (italienisch, kostenpflichtiger Abonnement-Zugang).